# زاویه کرد
زاویه کرد روستایی است که در استان اردبیل، شهرستان کوثر، بخش مرکزی، دهستان سنجبد شمالی قرار دارد.

## جمعیت
بر اساس سرشماری سال ۱۳۸۵ جمعیت این روستا ۳۷۹ نفر با ۸۱ خانوار بوده‌است.